# شرطة قضائية
الشرطة القضائية هي (حسب البلد والنظام القانوني) إما فرع أو دائرة شرطة مستقلة أو نوع من الخدمات التي يؤديها إنفاذ القانون في بلد ما. وفي نظم القانون المدني، من الشائع أن تكون الشرطة القضائية هيكل شرطة متميزا عن هيكل شرطة الشؤون الداخلية، ولكنها قد تتداخل في واجبات ومسؤوليات الشرطة.
الفارق الأكثر أهمية هو أن الشرطة القضائية تنتمي عموما إلى السلطة القضائية للحكومة، أو وزارة العدل أو إدارة، والشرطة "العادية"، مثل قوات الدرك، عادة ما تقدم تقاريرها إلى وزارة الداخلية. فرع تنفيذي. وتتمثل المهام المعتادة للشرطة القضائية في إدارة السلطة التنفيذية وتأمين المكاتب الإدارية للسلطة القضائية، المحاكم والسجون، ضمان السلامة الجسدية للقضاة، المحققين والمدعين العامين الجنائيين، نقل المتهمين والسجناء بين المحاكم، السجون وإنفاذ القانون. والمهام الأخرى المتصلة بإنفاذ القانون الجنائي.

## في فرنسا
الشرطة القضائية على حد سواء مهمتها وشعبة تخصصها تسجيل الانتهاكات لقانون العقوبات، وجمع الأدلة وإلقاء القبض على الجناة.

## الشرطة القضائية
- الشرطة القضائية في القانون الفرنسي
- المديرية المركزية للشرطة القضائية (فرنسا)
- المديرية الإقليمية للشرطة القضائية لباريس
- الشرطة القضائية البلجيكية القديمة
- الشرطة القضائية المغربية